# Liparochrysis resplendens
Liparochrysis resplendens är en spindelart som beskrevs av Simon 1909. Liparochrysis resplendens ingår i släktet Liparochrysis och familjen månspindlar.
Artens utbredningsområde är Western Australia. Inga underarter finns listade i Catalogue of Life.